# ピート・キャロル
ピーター・クレイ・キャロル（Peter Clay Carroll、1951年9月15日 - ）は、アメリカ合衆国カリフォルニア州サンフランシスコ出身のアメリカンフットボールコーチ、実業家。2025年からはラスベガス・レイダースのヘッドコーチを務める。
NFLではニューヨーク・ジェッツとニューイングランド・ペイトリオッツ、カレッジフットボールでは南カリフォルニア大学のUSCトロージャンズのヘッドコーチを歴任した。USCのヘッドコーチとしてカレッジフットボール・ナショナル・チャンピオンシップ（2003、2004）を、シーホークスのヘッドコーチとして第48回スーパーボウル（2013）を制覇している。ナショナル・チャンピオンシップとスーパーボウルの両方で優勝を果たしたヘッドコーチはキャロルで3人目である。また、シアトルに本社を置く高性能トレーニング会社である「Compete to Create」の創設者でもある。2023年1月10日、キャロルは14年務めたシーホークスのHC職を辞し、チームのアドバイザーとなることが発表された。
2025年1月25日、ラスベガス・レイダースのヘッドコーチ就任が発表された。